# 尹繼善
尹繼善（穆麟德轉寫：yengišan，1695年四月初八—1771年四月二十一日），字元長，號望山，章佳氏，滿洲鑲黃旗人，兵部尚書尹泰之子。清朝政治人物，雍正元年（1723年）中進士，於乾隆朝官至文華殿大學士。擅長詩詞。

## 生平
其始祖為穆都巴延，原籍滿洲長白俄莫和蘇魯。尹繼善為兵部尚書尹泰與妾如夫人徐氏所生，外貌「白皙少須眉，豐頤大口，聲清揚遠聞，著體紅瘢如朱砂鮮，目秀而慈，長寸許」。康熙五十六年（1717年）丁酉科中式文舉人，雍正元年（1723年）進士及第，改授庶吉士，隨後任編修。
雍正五年（1727年），遷侍講，不久署戶部郎中。時廣東發生民變，世宗命通政使留保等與尹繼善前往廣東，審查布政使官達及按察使方願瑛受賄案。案情查明後，尹繼善署任按察使。雍正六年（1728年），授內閣侍讀學士，並協理江南河務；同年秋署江蘇巡撫。雍正七年（1729年），奉旨重修《江南通志》；雍正九年（1731年），署两江总督；雍正十一年（1733年），調任雲貴廣西總督。
乾隆元年，雲南总督。二年，授刑部尚書，兼管兵部。三年，丁父憂。四年，加太子少保。五年，授川陝總督。七年，丁母憂。八年，署兩江總督，協理河務。十年，實授兩江總督。乾隆十三年（1748年）協辦大學士，军机处行走。十六年，復調兩江总督。十八年，复调署陕甘总督。十九年，署两江总督，兼江苏巡抚。二十一年，实授两江总督。乾隆二十九年（1764年）授文華殿大學士，仍留江南总督。三十年，领兵部事，充上书房总师傅。八任各地總督，曾四任兩江總督。其平生一督雲貴，三督川陝，三任總河，四督江南，兩江總督任上前后长达三十餘年，初任時只有三十八歲，人稱呼“小尹”；第四次出任两江总督长达十一年。尹继善尤视江南为故乡，處事公正，不妄杀人，“不侵官，不矫俗，不蓄怨，不通苞苴”，百姓“每闻公来，老幼奔呼相贺”。乾隆三十六年（1771年）辛卯四月卒，葬于关东，贈太保，諡文端，入贤良祠。

## 人物評價
总论：  尹继善自三十岁起出任封疆大吏，七十岁入阁，历任云贵总督、陕甘总督、两江总督，其中在两江总督任上前后长达三十余年。他对江南地区情感深厚，施政勤勉明敏，廉洁奉公，被当代人视为贤能之臣。
尹继善重视人才，喜爱提携后进，深受士人拥戴。他的幕府汇聚了秦大士、蒋士铨、袁枚等众多名士，自称其幕府“幕府多才罕儔匹，儒雅风流谁第一”。此外，尹继善为官清廉，但因生前交游广泛、应酬众多，去世后家境困窘。有评论道：“不二十年，式微已甚，睹之悽然。”
尹氏为人温和，处事圆融，待人接物和颜悦色，即使对素来不喜之人，也会寒暄周到，因此深受同僚与士民的爱戴。然而，他的这一性格也引起乾隆对其“好名瞻恂，素少诚实”、圆滑世故的不满。  
尹继善雅好诗书，汉文化水平高，喜与友人唱和，其作品“清词丽句，虽专门名家，自愧不如”。他与好友钱陈群多次和韵，叠韵十余次，为时人称道。
袁枚：“ 公白皙少须麋，丰颐大口，声清扬远闻，著体红瘢如朱砂鲜。目秀而慈，长寸许。释褐五年，即任封疆，年裁三十馀。遇事镜烛犀剖，八面莹彻，而和颜接物，虽素不喜者，亦必寒暄周旋。常一月间兼摄将军、提督、巡抚、河漕、盐政、上下两江学政等官，九印彪列，簿书填委，而公判决恢然，无瘁容，亦无骄色，犹与诸生论文课诗。以故民相传折服，闻呼驺过，争欣欣然走一二里追與望影，以为天人。”
“ 不侵官，不矫俗，不畜怨，不通苞苴，严束傔从，所莅肃然。”
清高宗： “满洲翰林中优于文学兼能通达政事者，无出尹继善右，且以其为皇考所留贻大臣，始终任用之。尹继善公正端厚，所至以爱民为先务，故甚得名誉。临事不动声色，而小大悉就理筹画，河工诸务并协机要。其待僚属虽若上和下睦，然遇劣迹应劾者亦不多宽假，以是人皆爱而畏之。丁丑壬午乙酉三次承办南巡，不涉华靡，不事张扬，实能深体余意，尤足嘉焉。尹继善任督抚四十馀年，在内阁仅六载，其事迹多著于外，故仍列之督臣怀念不置。而环顾满洲翰林，罕有能继之者，益增感叹耳。”
史贻直： “也又如江苏抚臣尹继善莅任以来，临事精明，识见敏捷。署理河务相度有方，上年在淮上时，东吴之人日夜望其复任…实巡抚中之表表出群者。”

## 轶事
• 尹继善总督江南，年才三十，人呼为“小尹”。海宁诗人杨守知，以道员诖误，候补南河，年七十矣。尹知为老名士，所以奖慰之者甚厚。杨喜，自指其鬓，叹曰：“蒙公盛意，惜守知老矣！‘夕阳无限好，只是近黄昏。’”尹应声曰：“不然！君独不闻‘天意怜幽草，人间重晚晴’乎？”杨骇然，出语人曰：“不谓小尹少年科甲，竟能吐属风流。”
• 与侍郎钱陈群遇于苏州，和诗十余次，仆从送诗两家，至于马疲人倦。陈群还嘉禾，尹继善又追寄一首，陈群覆札曰：“岁事匆匆，实不能再和矣。愿公遍告同人，说香树老子，战败于吴江道上。何如？”
• 雍正于尹继善着意培养。尹继善入觐，雍正教导曰：“汝知督抚中当学者乎？李卫、鄂尔泰、田文镜是矣。”尹继善应声曰：“李卫，臣学其勇，不学其粗；田文镜，臣学其勤，不学其刻；鄂尔泰，大局好，宜学处多，然臣亦不学其愎也。”

## 人际关系
陈宏谋：好友， 与尹继善同年同官，而风趣迥殊。尹高明宽和，了事多从容；陈则终日刻厉，无几微闲。“然最相得，在上前，彼此荐引。”
袁枚：好友兼学生，乾隆四年殿试受知于尹继善，此后尹督江南几十年，与袁枚最亲近，其诗集赠子才之诗占十之二三。
钱陈群：好友，相交五十余年， “先生于公之暇，投赠诗篇连章累牍，了无倦色，甚者促迫能事，曾窘我吴江道中。”
高斌：好友，于江南共事几十年，高斌去世后尹继善曾做诗悼念。
鄂尔泰：姻亲。尹继善娶鄂尔泰从女、鄂善女儿为继室，与鄂家人关系亲密，一度被视为鄂党。

## 著作
著有《尹文端公詩集》10卷（门生袁枚序）等，有大量恭和御制诗、文友唱和诗，唱和者中有袁枚、内务府正白旗进士观保、进士钱陈群、乾隆帝皇四子永珹等（子庆桂家刊本，载《钦定八旗通志：艺文志》卷120）。督修《四库全书》本《江南通志》，与高其倬督修《江西通志》。

## 家庭
- 始祖穆都巴顔。“章佳氏穆都巴顔，初居長白山俄穆和蘇魯地方。……後其五子又各居一地，長子扎克丹巴顔遷費雅郎阿地方，次子章庫始遷馬兒墩章佳地方，再遷穆奇倭赫昂巴等地方，第三子輝色遷宜漢阿拉地方，第四子薩穆什庫遷牡丹村地方，第五子𤓰喇遷舍倫村地方”（据《八旗滿洲氏族通譜》卷40）。
- 世祖輝色。胞兄扎克丹巴顔，后代有正白旗满洲、乾隆五十四年（1789年）己酉科进士那彥成家族。胞弟章庫，其曾孙镶黄旗满洲遜扎齊，后代有康熙帝敬敏皇貴妃（怡賢親王胤祥生母）家族。
- 世祖。
- 太高祖。
- 高祖賴塔，“鑲黄旗人，穆都巴顔第三子輝色之曾孫也，原居長白山俄漠和蘇魯，繼遷宜漢阿拉地方，國初來歸”（据《八旗滿洲氏族通譜》卷40）。
- 曾祖。
- 祖父伊立布（又尹布）。
- 父文恪公尹泰（賴塔之曾孙），東閣大學士兼兵部尚書。庶母生母徐氏。
- 兄：长尹笃善（尹都善，盛京兵部员外郎、刑部郎中管理驿务监督）、二兄尹辉善、三兄尹明善、四兄尹立善（流放黑龙江五年，罚锦州看守祖坟）（见《章佳哈拉谱本》）、《清代历朝起居注》。
- 胞姊章佳氏，继配嫁正蓝旗满洲覺羅噶爾翰（父袭二等子爵覺羅額爾德；祖父一等子爵兼內大臣勤愨公覺羅色勒（又塞勒），《清史稿：列傳二》卷215有传；先祖景祖翼皇帝覺昌安）；嫡妻瓜爾佳氏鐸翰之女。其子觉罗佛保，二等輕車都尉兼佐領。
- 继妻西林覺羅氏（胞兄镶蓝旗满洲、雍正甲辰科举人、甘肃巡抚鄂昌，父鄂善；嫡堂兄雍正八年（1730年）庚戌科进士鄂樂舜，嫡堂姊西林覺羅氏系寧良郡王弘晈嫡福晉；胞叔大学士、一等襄勤伯鄂爾泰）。
- 子：
  - 長子慶雲：由荫生补户部员外郎。乾隆二十年被尹繼善請求革職，發往錦州老家看守祖墳。
  - 次子慶揚，乾隆二十年補授翻書房筆帖式。
  - 三子慶玉，字璞斋，号两峰，乾隆丙子舉人。歷任蕪湖觀察、湖北按察使、錦州副都統，乾隆四十三年病逝。著有《錦繡段詩集》、《承荫堂诗选》。
  - 四子慶桂（1737-1816），字樹齋，號聽泉。歷任內閣學士、參贊大臣、將軍，官至文淵閣大學士、太子太師，圖形紫光閣，謚“文恪”。
  - 五子慶霖，字雨林，号晴村。乾隆三年四月二十生，嘉庆十一年正月病逝。历任青州副都统、宁古塔将军、江宁将军、福州将军。善画。
  - 六子慶蘭，號似村，又號一枝主人，乾隆三年生，與慶霖為雙生子[14]，乾隆五十三年病逝。以秀才終老，善詩畫。著有文言小說集《螢窗異草》、《絢春園詩抄》（已散佚）。與鑲黃旗滿洲富察氏明義（其父一等伯傅清，姑母富察氏封乾隆帝之孝賢純皇后）交友；袁枚寫有一篇《尹似村公子詩集序》。
  - 七子字衣庭，八字字奉莪，十子字琴川，十一子字涵齋，十二子字華峰，俱不知名[15]。
  - 子慶溥，理藩院尚书。其女章佳氏，嫁正蓝旗宗室、不入八分镇国公祥林（其胞兄嘉庆己巳恩科二甲進士宗室瑞林；胞兄道光壬辰恩科進士宗室惠林，妻章佳氏（父正白旗满洲、乾隆五十四年己酉科进士、三等子那彥成）；父盛京将军、奉恩輔國公晉昌）。
  - 十三子慶保，官台灣府知府、广州将军、湖广总督。工花卉，善画蝶，著有《兰雪堂集》。
- 侄子侄女：
  - 庆柱等，庆柱（庆住），即庆松乔，尹笃善长子，字号松乔、容斋，乾隆元年荫生补礼部，官礼部员外郎，乾隆十二年派礼部会同馆监督。辽东三老戴亨《慶芝堂集》有乾隆八年，经礼部祠祭司员外郎明善（字号惺斋、元复）介绍戴亨在礼部员外郎庆柱家授课，认识和庆柱同官礼部员外郎的六十七（即六居鲁，瓜尔佳氏，字号居鲁，后官给事中、台湾御使）和其子那穆齐礼。庆松乔题平泰阶所画山海关图。平泰阶即同官礼部员外郎平治（字号泰阶），平治是正黄旗浑春地方舒穆禄氏杭州将军图喇后裔，后官广西太平府知府，《八旗通谱》尹继善侄子：慶柱現任員外郎（尹笃善长子）、慶安現係生員（尹笃善次子）、慶德現係副榜（尹笃善三子）、慶和現係舉人（尹笃善四子）。《庆芝堂诗集》亦有戴亨赠尹相国四公子卓庵,即尹泰第四子尹立善（字号卓庵），尹继善之兄。送尹四孝廉柏亭 （庆和）下第归里,孝廉乃举人别称，柏亭乃庆和字号，行四，尹笃善（尹都善）之子，由举人补詹事府主簿，见《庆芝堂诗集》、《章佳哈拉谱本》等史料。尹笃善之女章佳氏各嫁博爾濟吉特氏富尼漢、鈕祜祿氏遵柱（慈安太后祖先）。
- 女章佳氏，分别嫁：
  - （嫡福晋适）儀慎親王永璇（乾隆帝第八子，生母為淑嘉皇貴妃金氏）。
  - （二继嫁）乾隆戊辰科三甲进士宗室良誠（父奉恩將軍務爾圖，祖父三等輔國將軍塞楞額，祖伯父已革勤郡王蘊端，先祖饒餘敏親王阿巴泰）；良誠繼妻薩爾圖克氏（胞兄正白旗蒙古勤襄公惠齡、一等威勇公長齡）。
  - 镶黄旗满洲瓜爾佳氏哈寧阿（其父工部尚书哈達哈）。
  - 正蓝旗宗室珠雲（先祖鎮國公阿拜 (清朝)、努尔哈赤第三子）。
- 孙女章佳氏，嫁镶黄旗满洲、袭一等男高佳氏吉郎阿（父一等男、吏部尚书書麟，祖父大学士高晋）。

## 延伸阅读
[在维基数据编辑]
 《清史稿/卷307》，出自趙爾巽《清史稿》
 在维基共享资源阅览影像